# Proiectul Venus
The Venus Project, Inc. este o asociație care promovează viziunile despre viitor ale lui Jacque Fresco, cu scopul de a îmbunătăți societatea prin adoptarea unei economii bazate pe resurse și proiectarea durabilă a orașelor, eficienței energetice, a gestionării resurselor naturale și a automatizărilor avansate, cu accent pe beneficiile pe care acestea le vor aduce societății. Corporația a fost înființată de către Jacque Fresco și Roxanne Meadows în 1995, în timp ce ideile care se regăsesc în acest proiect au fost lansate în jurul anului 1975. Ideile Proiectului Venus sunt puse în practică prin intermediul organizației non-profit Future by Design.

## Zeitgeist- Spiritul vremii
Proiectul Venus este prezentat în filmul Zeitgeist: Addendum (din germană: Spiritul vremii: Adaos), ca o posibilă soluție la problemele mondiale descrise în film.